# Der Wolf und der Hund

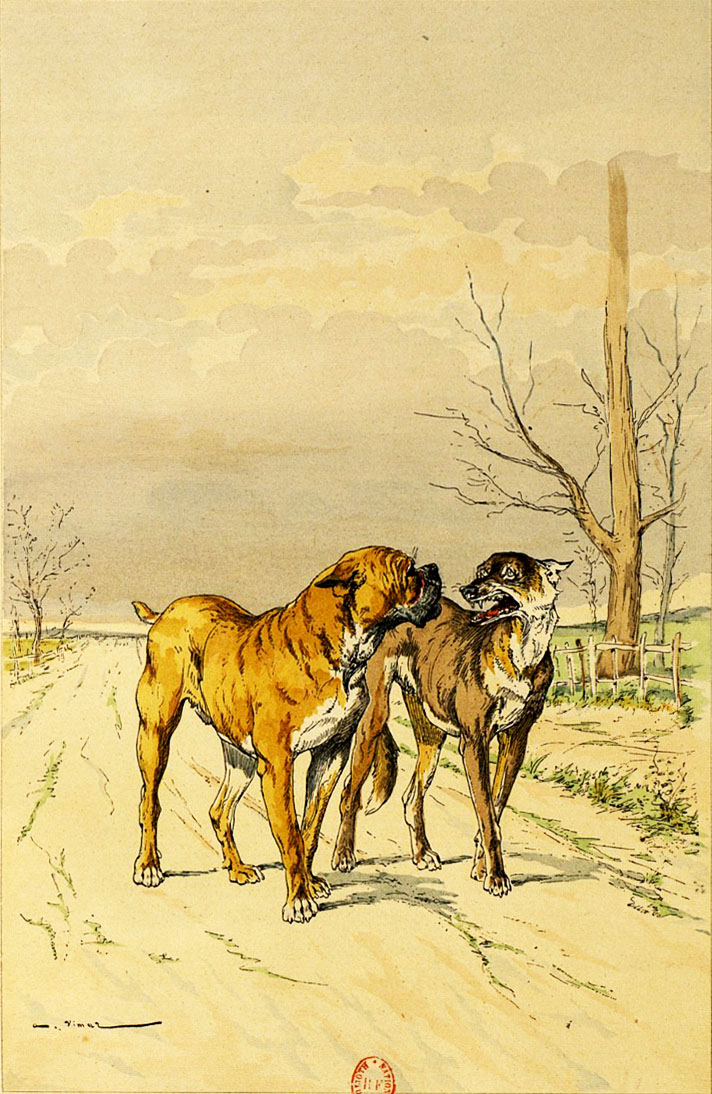
Le Loup et le Chien

Der Wolf und der Hund (franz. Le Loup et le Chien) ist die fünfte Fabel im ersten Buch der Sammlung Fables Choisies, Mises En Vers von Jean de La Fontaine. In dieser Tierfabel treffen zwei Tiere aufeinander, die sich morphologisch zwar nahe sind, aber zwei unterschiedliche Lebensweisen führen: eines ist wild und das andere gezähmt:
Ein wohlgenährter Haushund rät einem ausgehungerten Wolf, sich ebenfalls dem Menschen anzuschließen, um immer reichlich Futter zu erhalten. Der Wolf will schon den Vorschlag annehmen, als er eine kahle Stelle am Hals des Hundes entdeckt. Er fragt nach der Ursache und erfährt, dass der Hund von seinem Herrn mitunter an die Kette gelegt wird. „Die Kette?, fragt der Wolf. Also bist du nicht frei?“ Daraufhin verachtet der Wolf das Leben des Hundes und dessen Schwelgerei, und verschwindet in den Wald, um lieber in Freiheit zu leben.

## Analyse
Auch diese Fabel La Fontaines geht auf Phaedrus zurück, er nimmt allerdings einige Änderungen vor. In Phaedrus’ Version stellt der Wolf ebenfalls den guten körperlichen Zustand des Hundes fest, es geht jedoch um Armut, die Sicherheit bietet, und Reichtum, der Gefahren birgt.
La Fontaines Wolf begrüßt den Hund nicht einfach, sondern überlegt zunächst, ihn anzugreifen, was er jedoch unterlässt. Beeindruckt von der Stärke des Hundes beschließt der Wolf, sich ihm „demütig“ zu nähern, indem er ihm ein Kompliment zu seiner Größe macht. Der Hund erzählt dem Wolf, dass alles, was er für seinen Herrn tun muss, ist Eindringlinge zu verjagen und freundlich zu den Haushaltsmitgliedern zu sein, und im Gegenzug erhält er ausreichend Essensreste. Als der Hund jedoch sagt, der Wolf sei so unglücklich, dass er sein Futter „à la pointe de l’épée“ (deutsch: Auf der Spitze des Schwertes, also mit Gewalt) suchen müsse, übertreibt er die Dinge, da der Wolf sich zuvor auf seine Zähne und Krallen verlassen hatte. In einem Spiel der Gegensätze wird der Wolf als weiser als der Hund dargestellt. Der Wolf ist derjenige von beiden, der nicht aufgeben würde, was er hat, egal was ihm angeboten wird. Auf der anderen Seite wird der Hund durch den Eigensinn seiner Worte gekennzeichnet.
Jean-Jacques Rousseau schrieb in seinem pädagogischen Werk Emil oder Über die Erziehung:

„Aus der Fabel von dem mageren Wolf und dem fetten Hund lernt es (das Kind) nicht Mäßigung, die Ihr ihm darin ans Herz legen wollt, sondern Zügellosigkeit. Nie werde ich vergessen, wie bitterlich ich einst ein Mädchen weinen sah, welches man durch diese Fabel in halbe Verzweiflung gebracht hatte, weil man ihm nach Anleitung derselben immer nur von der Folgsamkeit vorpredigte. ... Das arme Kind hatte sich so sehr in die Rolle des Hundes hineingelebt, daß es endlich überdrüssig wurde, beständig an der Kette zu liegen; es fühlte seinen Hals schon förmlich wund; es weinte, daß es nicht der Wolf sein durfte. Sonach liegt also in der Moral der zuerst angeführten Fabel für das Kind eine Anleitung zu der niedrigsten Schmeichelei: in der der zweiten eine Aufforderung zur Herzlosigkeit; in der der dritten eine Anpreisung der Ungerechtigkeit; in der der vierten eine Unterweisung in der Kunst zu spotten und in der der fünften Ansporn zur Unabhängigkeit.“